# Lotus 58
Lotus 58 – samochód Formuły 1 zaprojektowany przez Colina Chapmana i skonstruowany przez Team Lotus w 1968 roku. Nigdy nie wziął udziału w wyścigu.

## Historia
Model był oparty na Lotusie 57 i początkowo miał być samochodem przeznaczonym do wyścigów Formuły 2. Został on zaprojektowany pod kątem uzyskania maksymalnej przyczepności. Stąd zastosowano w nim zawieszenie De Dion, które pozwalało na pionowe utrzymanie kół podczas skręcania. Ponadto w samochodzie zastosowano podwójny, czteropedałowy system hamulcowy. Klinowate nadwozie przypominało Lotusa 56, ale model był napędzany czterocylindrowym silnikiem Ford FVA o pojemności 1598 cm³ i mocy 225 KM, który spełniał nowe wymogi Formuły 2.
Samochód miał być testowany przez Jima Clarka na Hockenheimringu, ale Brytyjczyk zginął w wyścigu Formuły 2 na Nürburgringu w dniu, w którym ukończono budowę jedynego egzemplarza modelu. Rozwój Lotusa 58 został zatem przesunięty na koniec 1968 roku, kiedy to Lotus miał zdecydować, które modele wystawić do Formuły Tasman.
Samochód został przetestowany w specyfikacji Formuły Tasman (z silnikiem Ford Cosworth DFW 2.5) na prywatnym torze Lotusa w Hethel przez Grahama Hilla, który określił go jako „OK, ale nie bardzo szybki”.
Model nigdy nie wystartował w Formule 2, Formule Tasman ani Formule 1 (chociaż były takie plany).
Samochód został odrestaurowany w 1998 roku przez inżyniera Hilla i Clarka – Eddiego Dennisa, na zlecenie dwóch entuzjastów.